# Robert Harris
Robert Harris, född 7 mars 1957 i Nottingham, Nottinghamshire, är en brittisk författare.
Harris studerade engelsk litteratur vid Selwyn College i Cambridge där han var redaktör för studenttidningen Varsity. Efter studierna fick han anställning vid BBC där han arbetade med nyhetsprogram. 1987 blev han politisk redaktör för The Observer.
Under 1980-talet skrev han en rad fackböcker. Han debuterade med A Higher Form of Killing, om kemisk och biologisk krigföring, 1982, skriven tillsammans med Jeremy Paxman.
Harris slog igenom som romanförfattare med boken Faderland som kom ut 1992. Boken utspelar sig 1964 i ett Europa där Adolf Hitler vann andra världskriget. Boken följdes av Enigma (1995) och Arcangel (1998). Efter dessa böcker skrev han två böcker om det antika Rom Pompeji (2003) och Imperium (2006). Efter den politiska thrillern Spökskrivaren (2007) skrev han 2009 Lustrum, en uppföljare till Imperium.
Flera av hans böcker har filmatiserats: Faderland (1994) med Rutger Hauer, Enigma (2001) av Michael Apted, Döden väntar i Archangelsk (2005) med Daniel Craig, The Ghost Writer (2010) och En officer och spion (2019) av Roman Polanski, samt Konklaven (2024) av Edward Berger.